# Neoneuromus orientalis
Neoneuromus orientalis is een insect uit de familie Corydalidae, die tot de orde grootvleugeligen (Megaloptera) behoort. De soort komt voor in het zuidoosten van China.